# Hugh Fraser (aktor)
Hugh Matthew Fraser (ur. 23 października 1945 w Londynie) – brytyjski aktor telewizyjny i filmowy oraz reżyser teatralny.

## Życiorys
Urodził się w Londynie, lecz wychował się w Midlands. Fraser studiował aktorstwo na Webber Douglas Academy of Dramatic Art i londyńskiej Akademii Muzyki i Sztuki Dramatycznej. Należał do rockowego zespołu Telltale, który zagrał muzykę przewodnią do dziecięcego serialu telewizyjnego pt. Rainbow. Był w nim basistą oraz grał na flecie. Pierwszą jego znaczącą rolą była rola Anthony`ego Edena w serialu Edward & Mrs. Simpson. Regularnie pojawia się w filmach i serialach. Najbardziej znany jest z roli kapitana Hastingsa w serialu kryminalnym Poirot emitowanym od roku 1989. Występował również w filmach takich jak Klątwa Różowej Pantery, 101 dalmatyńczyków czy Zaginiony batalion.

## Życie osobiste
Jest żonaty z aktorką Belindą Lang od 1988 roku. Ma jedną córkę Lily.